# Ashes Tour 1886
Die Ashes Tour 1886 war die Tour der australischen Cricket-Nationalmannschaft, die die 4. Austragung der Ashes beinhaltete, und wurde zwischen dem 5. Juli und 14. August 1886 ausgetragen. Die internationale Cricket-Tour war Teil der internationalen Cricket-Saison 1886 und umfasste drei Test-Matches. England gewann die Serie 3–0.

## Vorgeschichte
Für beide Mannschaften war es die erste Tour der Saison. Das letzte Aufeinandertreffen der beiden Mannschaften bei einer Tour fand in der Saison 1884/85 in Australien statt.

## Stadien
Die folgenden Stadien wurden für die Tour als Austragungsort vorgesehen.
| Stadion                     | Stadt      | Kapazität | Spiele  |
| --------------------------- | ---------- | --------- | ------- |
| The Oval                    | London     | 23.500    | 3. Test |
| Lord’s Cricket Ground       | London     | 30.000    | 2. Test |
| Old Trafford Cricket Ground | Manchester | 19.000    | 1. Test |

## Kaderlisten
Die Mannschaften benannten die folgenden Kader. Ursprünglich sollte das englische Team von A. N. Hornby geleitet werden, der jedoch auf Grund einer Beinverletzung ausfiel.
| Test | Test |
| England | Australien |
| --- | --- |
| - Allan Steel (K) - Dick Barlow - Billy Barnes - Johnny Briggs - W. G. Grace - George Lohmann - Ted Peate - Dick Pilling (wk) - Walter Read - William Scotton - Arthur Shrewsbury - Edmund Tylecote (wk) - George Ulyett | - Tup Scott (K) - Jack Blackham (wk) - George Bonnor - William Bruce - Edwin Evans - Tom Garrett - George Giffen - Affie Jarvis (wk) - Sammy Jones - John McIlwraith - Joey Palmer - Frederick Spofforth - John Trumble |

## Tests

### Erster Test in Manchester
| 5. – 7. Juli Scorecard | Manchester | Australien 205 (137.1) & 123 (118.3) | – | England 223 (157.2) & 107-6 (77.2) |
|                        |            | England gewinnt mit 4 Wickets        |   |                                    |

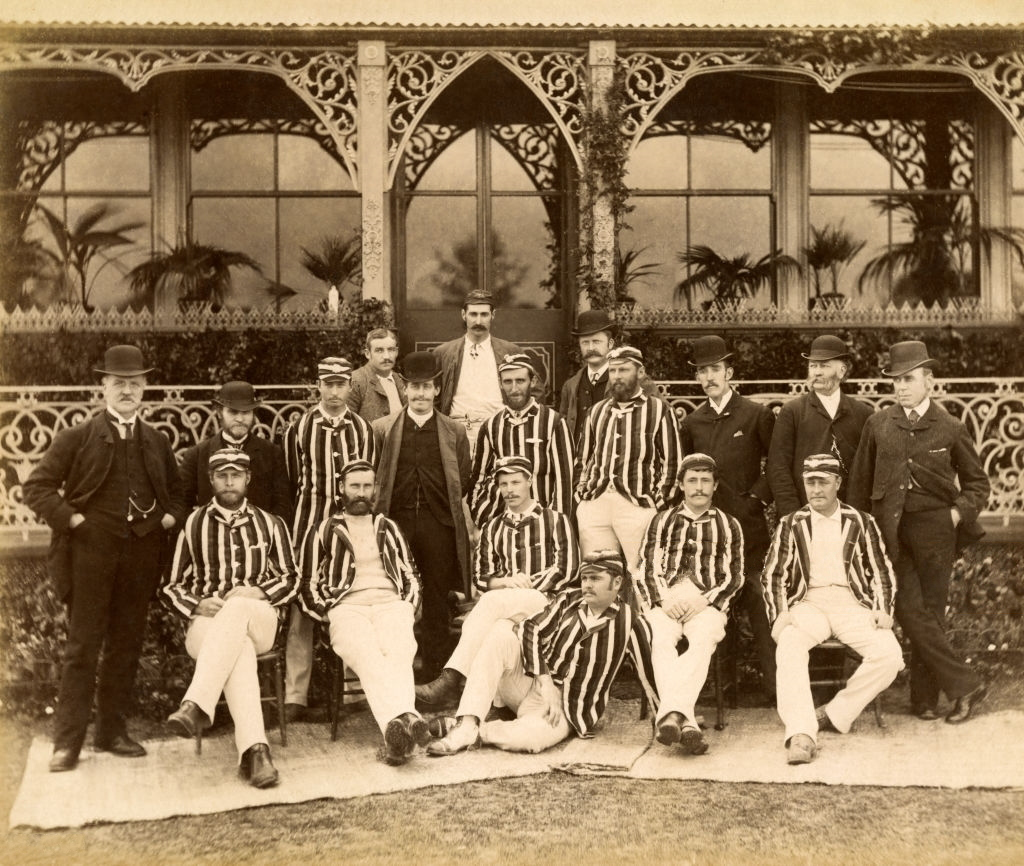
Die tourende australische Mannschaft von 1886.

Australien gewann den Münzwurf und entschied sich als Schlagmannschaft zu beginnen. Die australischen Eröffnungs-Batter Sammy Jones und Tup Scott konnten die erste Partnerschaft bilden. Scott schied nach 21 Runs aus und wurde gefolgt durch Affie Jarvis. Jones verlor sein Wicket nach einem Half-Century über 87 Runs, während an der Seite von Jarvis John Trumble 24 Runs erreichte. Jarvis schied dann nach 47 Runs aus und das Innings endete nach 205 Runs. Bester englischer Bowler war George Ulyett mit 4 Wickets für 46 Runs. Für England bildete Eröffnungs-Batter William Scotton zusammen mit dem dritten Schlagmann Arthur Shrewsbury eine erste Partnerschaft, bevor der Tag beim Stand von 36/1 endete. Am zweiten Tag schied Shrewsbury nach 31 Runs aus und wurde durch Walter Read gefolgt. Scotton schied nach 21 Runs aus und der ihm folgende Allan Steel nach 12 Runs. Daraufhin etablierte sich Dick Barlow und Shrewsbury Read verlor nach einem Half-Century über 51 Runs sein Wicket. An der Seite von Barlow erzielten dann George Ulyett 17 und George Lohmann 32 Runs, bevor das Innings mit einem Vorsprung von 18 Runs endete. Barlow hatte bis dahin 38* Runs erreicht. Beste Bowler für Australien waren Frederick Spofforth mit 4 Wickets für 82 Runs und Joey Palmer mit 3 Wickets für 41 Runs. Für Australien bildeten Sammy Jones und Tup Scott eine erste Partnerschaft. Jones schied nach 12 Runs aus und nach Verlust von drei weiteren Wickets endete der Tag beim Stand von 55/4. Am dritten Tag fand Scott mit Tom Garrett einen weiteren Partner. Scott verlor nach 47 Runs sein Wicket und Garrett konnte mit Frederick Spofforth eine weitere Partnerschaft aufbauen. Als Garrett nach 22 Runs das letzte Wicket verlor, hatte Spofforth 20* Runs erreicht und England eine Vorgabe von 106 Runs gestellt. Bester englischer Bowler war Dick Barlow mit 7 Wickets für 44 Runs. Für England konnte sich Eröffnungs-Batter William Scotton etablieren und nach dem Verlust von drei Wickets mit Dick Barlow einen Partner finden. Scotton schied dann nach 20 Runs aus und wurde durch Allan Steel gefolgt. Nachdem auch Barlow nach 30 Runs ausgeschieden war, war es Steel der mit 19* Runs die Vorgabe einholen konnte. Beste australische Bowler waren George Giffen mit 2 Wickets für 31 Runs und Frederick Spofforth mit 2 Wickets für 40 Runs.

### Zweiter Test in London
| 19. – 21. Juli Scorecard | London (Lord’s) | England 353 (259)                              | – | Australien 121 (82.3) & 126 (111.1) (f/o) |
|                          |                 | England gewinnt mit einem Innings und 106 Runs |   |                                           |

England gewann den Münzwurf und entschied sich als Schlagmannschaft zu beginnen. Nachdem W. G. Grace nach 18 Runs ausgeschieden war, fand sein Eröffnungs-Partner William Scotton mit Arthur Shrewsbury einen Partner. Scotton schied nach 19 Runs aus und der ihm nachfolgende Walter Read nach 2 Runs. Nachdem Billy Barnes hineinkam endete der Tag beim Stand von 202/4. Am zweiten Tag verlor Barnes nach einem Half-Century über 58 Runs sein Wicket. Ihm folgte Dick Barlow mit 12 und George Ulyett 19 Runs. Shrewsbury verlor dann das letzte Wicket nachdem er ein Century über 164 Runs erzielt hatte. Bester australischer Bowler war Frederick Spofforth mit 4 Wickets für 73 Runs. Für Australien bildeten die Eröffnungs-Batter Sammy Jones und Tup Scott eine erste Partnerschaft. Scott schied nach 30 Runs aus Jones erzielte 25 Runs. Daraufhin bildete sich die Partnerschaft zwischen Joey Palmer und Jack Blackham. Blackham schied nach 23 Runs aus und kurze zeit später Palmer nach 20 Runs. Das Innings endete mit einem Rückstand von 232 Runs und England forderte das Follow-on ein. Beste englische Bowler waren Johnny Briggs mit 5 Wickets für 29 Runs und Billy Barnes mit 3 Wickets für 25 Runs. Das zweite Innings begann Australien mit dem Verlust eines frühen Wickets und der Tag endete beim Stand von 12/1. Am dritten Tag konnten Eröffnungs-Batter Joey Palmer mit John Trumble eine Partnerschaft aufbauen. Trumble schied nach 20 Runs aus und wurde gefolgt durch Sammy Jones der 17 Runs erreichte. Palmer verlor nach 48 Runs sein Wicket und von den verbliebenen Battern war Affie Jarvis mit 13* Runs der erfolgreichste Schlagmann, was jedoch nicht reichte England wieder an den Schlag zu bringen. Bester Bowler für England war Johnny Briggs mit 6 Wickets für 45 Runs. Insgesamt besuchten über die drei Tage 33.015 zahlende Besucher das Spiel.

### Dritter Test in London
| 12. – 14. August Scorecard | London (Oval) | England 434 (304.1)                            | – | Australien 68 (60.2) & 149 (97) (f/o) |
|                            |               | England gewinnt mit einem Innings und 217 Runs |   |                                       |

England gewann den Münzwurf und entschied sich als Schlagmannschaft zu beginnen. Eröffnungs-Batter W. G. Grace und William Scotton bildeten eine erste Partnerschaft über 170 Runs, bevor Scotton nach 34 Runs ausschied. Ihm folgte Arthur Shrewsbury und Grace verlor nach einem Century über 170 Runs sein Wicket. Er wurde gefolgt durch Walter Read und der Tag endete beim Stand von 279/2. Am zweiten Tag schied Shrewsbury nach 44 Runs aus und an der Seite von Read gelang Johnny Briggs ein Half-Century über 53 Runs. Read schied dann selbst nach einem Fifty über 94 Runs aus und das Innings endete nach 434 Runs. Beste Bowler für Australien waren Frederick Spofforth mit 4 Wickets für 65 Runs sowie John Trumble mit 3 Wickets für 83 Runs und Tom Garrett mit 3 Wickets für 88 Runs. Für Australien konnte Eröffnungs-Batter Joey Palmer 15 Runs erzielen, jedoch erreichte von den verbliebenen Battern nur noch John Trumble mit 13 Runs eine zweistellige Run-Zahl. Das Innings endete mit einem Rückstand von 366 Runs und England forderte das Follow-on ein. Die englischen Wickets wurden durch George Lohmann mit 7 Wickets für 36 Runs und Jonny Briggs mit 3 Wickets für 28 Runs erzielt. Kurz darauf endete der Tag beim Stand von 8/0. Am dritten Tag verlor Australien drei frühe Wickets, bevor sich George Giffen etablieren konnte. An seiner Seite erreichte Joey Palmer 35 Runs und John Trumble 35 Runs. Giffen schied dann nach 47 Runs aus und William Bruce war mit 11 Runs der letzte Spieler der eine zweistellige Run-Zahl erreichte. Beste englische Bowler waren George Lohmann mit 5 Wickets für 68 Runs und Johnny Briggs mit 3 Wickets für 30 Runs.

## Statistiken
Die folgenden Cricketstatistiken wurden bei der Ashes-Serie erzielt:
| Tests               | Tests      | Tests   | Tests   | Tests   | Tests   | Tests   | Tests   | Tests   |
| Batting             | Batting    | Batting | Batting | Batting | Batting | Batting | Batting | Batting |
| Spieler             | Mannschaft | Spiele  | Innings | Runs    | Average | HS      | 100s    | 50s     |
| ------------------- | ---------- | ------- | ------- | ------- | ------- | ------- | ------- | ------- |
| Arthur Shrewsbury   | England    | 3       | 4       | 243     | 60,75   | 164     | 1       | 0       |
| W. G. Grace         | England    | 3       | 4       | 200     | 50,00   | 170     | 1       | 0       |
| Walter Jones        | England    | 3       | 4       | 176     | 44,00   | 94      | 0       | 2       |
| Sammy Jones         | Australien | 3       | 6       | 145     | 24,16   | 87      | 0       | 1       |
| Joey Palmer         | Australien | 3       | 6       | 130     | 21,66   | 48      | 0       | 0       |
| Bowling             |            |         |         |         |         |         |         |         |
| Spieler             | Mannschaft | Spiele  | Overs   | Wickets | Average | BBI     | 5W      | 10W     |
| Johnny Briggs       | England    | 3       | 134.1   | 17      | 7,76    | 6/45    | 2       | 1       |
| Frederick Spofforth | Australien | 3       | 168.3   | 14      | 18,57   | 4/65    | 0       | 0       |
| George Lohmann      | England    | 3       | 116.2   | 13      | 14,96   | 7/36    | 2       | 1       |
| Dick Barlow         | England    | 3       | 120.0   | 10      | 9,50    | 7/44    | 1       | 0       |
| Tom Garrett         | Australien | 3       | 233.0   | 8       | 27,75   | 3/88    | 0       | 0       |